# The Sugar Daddies

The Sugar Daddies est un film hongkongais réalisé par Sun Chung, sorti en 1973.

## Synopsis
Travaillant dans un bureau le jour, et souteneur la nuit, Hu profite d'une vie plutôt confortable en présentant des hommes à de jeunes maîtresses, ou de jeunes femmes à des hommes riches et âgés. Et sa vie devient encore plus simple le jour où Irene une femme terriblement sexy se glisse dans sa vie.

## Fiche technique
- Titre : The Sugar Daddies
- Réalisation : Sun Chung
- Scénario : Sun Chung
- Production : Shaw Brothers
- Musique : Inconnu
- Photographie : Inconnu
- Montage : Inconnu
- Pays d'origine : Hong Kong
- Format : Couleurs - 2,35:1 - Mono - 35 mm
- Genre : Érotique, drame
- Durée : 87 minutes
- Date de sortie : 29 novembre 1973 (Hong Kong)

## Distribution
- Chung Wa
- Betty Pei Ti
- Liu Wu-Chi
- Eva Lin
- Wong Sam
- Paang Paang
- Law Hon
- Goo Man Chung
- Lam Fung
- Got Dik Wa
- Ha Ping
- Ricky Hui
- Lee Pang-Fei
- Wong Ching Ho
- Shum Lo
- Yeung Mung Wa
- Baak Yuk